# 電話番号逼迫対策
電話番号逼迫対策（でんわばんごうひっぱくたいさく）とは、加入者または電話サービスへ割り当てる電話番号が不足した場合に、電話番号計画を変更することによって割り当てを増やすことである。

## 概説
手法としては次のようなものがある。
| 手法                                     | 利用者   | 利用者           | 旧番号     | 旧番号   | 事業者          | 事業者 | 事業者     | 事業者 | 事業者     | 事業者 | 備考 | 例   | 例                 |
| 手法                                     | 番号変更 | ダイヤル方法変更 | 誤接続     | トーキー | 利用者向け 広報 | 網改修 | 網改修     | 網改修 | 移行       | 移行   | 備考 | 年   | 網                 |
| 手法                                     | 番号変更 | ダイヤル方法変更 | 誤接続     | トーキー | 利用者向け 広報 | 規模   | 対象       | 時期   | 時期       | 期間   | 備考 | 年   | 網                 |
| ---------------------------------------- | -------- | ---------------- | ---------- | -------- | --------------- | ------ | ---------- | ------ | ---------- | ------ | ---- | ---- | ------------------ |
| 事業者への割り当て単位を小さくする       | 無       | 無               | 無         | 無       | 無              | 大     | 全事業者   | 一斉   | 番号別     | 長     |      |      | 北米 イギリス      |
| ルーティングのための2重番号を廃止        | 無       | 無               | 無         | 無       | 無              | 大     | 全事業者   | 一斉   | 一斉       | 短     |      | 2007 | 日本の地理的番号   |
| 料金識別・ルーティングのための使用を廃止 | 少       | 少               | 移行期間後 | 移行期間 | 楽              | 大     | 全事業者   | 一斉   | 一斉       | 長     |      | 1996 | 日本の携帯電話     |
| 廃止されたサービスのものの再利用         | 無       | 無               | 移行期間後 | 移行期間 | 楽              | 小     | 利用事業者 | 順次   | サービス別 | 長     |      |      | 各国の無線呼び出し |
| 短い桁の特殊番号の整理統合               | 中       | 中               | 移行期間後 | 移行期間 | 中              | 中     | 利用事業者 | 順次   | サービス別 |        |      |      |                    |
| 閉域番号の区分の変更                     | 中       | 中               | 移行期間後 | 移行期間 | 中              | 中     | 全事業者   | 一斉   | 番号別     |        |      |      | 日本の市外局番     |
| 桁数を増やす                             | 大       | 大               |            |          | 大              | 大     | 全事業者   | 一斉   | 一斉       |        |      | 1999 | 日本の携帯電話     |
| 閉域番号の廃止                           | 大       | 大               |            |          | 大              | 大     | 全事業者   | 一斉   | 一斉       |        |      | 1996 | フランス           |

### 考慮する条件
考慮する条件として次のようなものがある。
- 変更の回数を少なくする。中長期的な電話番号需要の的確な予想が必要である。
- 変更後の番号が、変更前の番号から容易に判断できるようにする。
- 以前の番号でダイヤルしても誤接続にならないようにする（トーキー接続が可能なことが望ましい）。
- 通信網の改修を少なくする。

## 北米
アメリカ合衆国・カナダ・バミューダ諸島・16のカリブ海諸国で構成される北米電話番号計画区域では、固定電話･IP電話･携帯電話･高度通信サービスのすべてに次の考え方で電話番号が割り当てられている。
- 1 - 3桁のエリアコード - 3桁の局コード - 4桁の加入者番号

新たな割り当てを請求するのに必要な条件の厳格化、1000番号単位での割り当てを行うとともに、利用率の低い帯域の番号ポータビリティ利用による返納が定められた。
長期的な対策として、1 - 2桁増すことも検討されているが、10年以上の期間と多額の費用がかかることが予想されている。

## イギリス
イギリスでは、1999年から2000年にかけて、逼迫対策のためとともに、付加サービスを電話番号で判別しやすくするために、大規模な電話番号の変更が行われた。
01地理的番号
02地理的番号（2000年に使用開始）
03非地理的、地理的番号として使用（2007年に使用開始）
04予約
05団体番号、非地理的IP電話（IP電話には、地理的番号を利用するもの、08-番号を使用するものもある）
0607-番号の予備として予約
07070: 個人番号、076: 無線呼び出し、075・077・078・079: 携帯電話、079112・079118: WiFi携帯電話
08080: 着信課金、分担課金: 084（0845 市内通話料金まで）・087（0870 国内通話料金まで）
09付加課金サービス（番号帯別に課金方法、成人向けなどが定められている）

## フランス
フランスでは、1985年に、パリとその他のフランス本土の地域で閉域番号を分割して、次のようにダイヤルするものとした。
パリ→その他のフランス本土の地域16-XXXX-XXXX
その他のフランス本土の地域→パリ16-1-XXXX-XXXX
1996年に、8桁の既存の番号に次のような2桁を追加して、10桁化を行い、地域閉域番号ダイヤルを廃止し、全て10桁の開放番号ダイヤルとした。
01パリ
02北西地方
03北東地方
04南東地方
05南西地方
06GSM携帯電話
08着信課金
2006年9月に、08-7-が割り当てられていた非地理的IP電話の割り当てが09-5-に変更された。

## 日本
日本では、個別の番号帯ごとに小規模な変更が繰り返されてきた。

### 携帯電話

#### サービス開始時
1979年の自動車電話のサービス開始時には、030 - 2桁の端末所在地コード - 5桁の加入者番号であった。

#### 準地域無指定方式
1988年、160kmを超えない場合は030・160kmを超える場合は040に続けて、7桁の加入者番号をダイヤルする準地域無指定方式となった。当時の電話交換機が、着信先の電話番号で料金を積算するためであった。携帯電話の普及に伴い、1996年1月に080・090を新たに指定した。

#### 地域無指定方式
1996年8月に距離別課金を廃止し、040・090の使用の中止と010を新たに指定した。1997年4月に020を追加指定。1997年10月には使用中止していた040が、1998年7月には同じく使用中止されていた090が再指定された。
PHSには、サービス開始の1995年に050、1997年3月に060を指定した。

#### 11桁化
1999年1月1日午前2時、更なる加入者の増加への対応と、新しいサービスへの電話番号指定を可能とするため、11桁化が行われた（一部では10桁のままの番号もある）。同時に、電気通信事業者間で番号のハイフンの入れる位置がまちまちであったものを統一した（下記の表記は、郵政省からの番号割当方式に即して当時のドコモグループの請求書等の表記形式にあわせて記載している）。
携帯電話
- 0C0-DE-FGHJK → 090-CDEF-GHJK（Cコードは1～4,8,9）変更後にCコード5～7が導入される

PHS
- 0C0-DEF-GHJK → 070-CDEF-GHJK（Cコードは5,6）

2002年3月に080が再び、携帯電話に指定された。

#### 携帯電話・PHS番号帯統合
2011年5月、総務省から携帯電話とPHSの番号帯を統合し、070番号帯が携帯電話に指定されると発表、2013年2月にdocomo発番（070-10）に指定され、2013年11月より利用者に割り当てられた。
「070-5〜6」だけがPHS専用になった。
080指定時点で指定されていなかった090-0を（080-0は着信課金電話番号の0800番号帯として使用されているため、携帯電話向けとしては使用不可）先に指定する案があったが、090-0の指定は実施されなかった。
2014年10月1日、携帯電話とPHSとの番号ポータビリティが開始された。
2021年1月末にPHSサービスが提供終了（法人テレメトリングサービスを除く）したが、「070-5〜6」の電話番号帯の利用予定は未定である。

#### M2M等専用020番号
2017年1月1日から、第一種指定電気通信設備との間で呼の接続を行わないM2M等専用として、電波法に基づく基地局の無線局免許を有する移動体通信事業者に、020帯（ポケベル〔発信者付加課金用〕で使われている0204を除く）を国番号を付加した8120-CDEF-GHJK（Cコードは1～3,5～9）の12桁で指定した。
2022年度に、指定可能な番号が枯渇する見込みとなったため、0200帯を国番号を付加した81200-DEFGH-JKLMNで、準備が出来たサービスから指定開始し、2021年末までに020/090/080/070帯の11桁番号のM2M用途の新規割り当を抑制し、対応機器への更改等で14桁番号へ移行し、利用者がいなくなった指定済み11桁番号帯を総務省へ返納することとなった。
M2M等専用番号の対象とするサービスの範囲は、パケットのみ、パケット+利用者間で送受信を行わないSMS、のいずれかである。これは、ユニバーサルサービス基金・番号ポータビリティ・緊急通報用電話番号発信・第一種指定電気通信設備との相互接続の義務の対象とせず、音声通話の品質は、指定要件としない。また、パケット+SMS+利用者が番号を認識できずかつ第一種指定電気通信設備との間で呼の接続を行わない通話は、実例がなく今後も提供の予定がないため削除されることとなった。
090/080/070 番号の指定は、人が操作等を行う使用数の増加に限定し、消費を抑制する。また、2011年にeコールサービス停止に伴う空いた060、かつて使用していた030・040は、将来の新サービス等向けに留保する